# 新民主同志會
新民主同志會，是臺灣成立於1947年的左派政治團體。由當時國立臺灣大學法學院學生陳炳基、台大化工系助教李薰山、蘆洲公學校教師李蒼降、泰北中學教師林如堉及當時就讀台大農業經濟系的大四生李登輝所成立，後組織被中國共產黨滲透成為外圍組織，改名為「台灣人民解放同盟」，於1948年底遭中國國民黨破獲，成為中國共產黨在台滲透最早被破獲的地下組織。林如堉與李薰山被捕，並判刑有期徒刑三年六月。而陳炳基也因此案曝光逃亡中國大陸。

## 成立經過
陳炳基家住萬華，曾在二二八事件中向國民政府抗爭，為了躲避追殺，由李登輝安排躲藏於其三芝老家源興居，陳炳基追述當年情景說：「我每天就躲在李登輝老家的房間內，住在閣樓中，衹有吃飯時間才會拿樓梯下來，平常樓梯都放在一邊。」，後因清鄉運動陳炳基逃往上海，並秘密加入共產黨，直屬中共台灣省工作委員會，於七月返臺後躲在新莊的樂生院，陳利用週末時間才去台北市找李登輝，當時李薰山、李蒼降、林如堉等人為密友，都會到李登輝位於台北市川端町的普羅寮聚會，四人有意成立一個組織，從事社會運動。
「新民主同志會」的創立，係在林如堉位於臺北市林森北路的家中開會，採用毛澤東當時提倡的「新民主主義」，以「新民主同志會」為名，由陳炳基、李薰山、李蒼降、林如堉及李登輝擔任中央委員，在日本吉田勝次與李登輝的訪談書《自由の苦い味：台湾民主主義と市民のイニシアティヴ》中，回憶了當年成立「新民主同志會」的詳情。

## 瓦解
1948年6月李登輝退出組織，由後來加入組織之時任台灣省教育會組長的蔡瑞欽遞補委員，而「新民主同志會」也改名為「台灣人民解放同盟」，由省工委學委會徐懋德擔任上級指導，分為組織、宣傳、教育三個小組，後新加入組織之成員張清杉係特務滲透進組織，徐懋德接獲情資表示情治單位將收網抓人，立即命令林如堉、陳炳基、李薰山偷渡香港，10月25日當晚住樂生院的陳炳基逃過一劫，林如堉、李薰山皆在家中遭到逮捕，徐懋德、陳炳基則逃往香港返回大陸。
此案遭起訴之16人中，有9人遭判一年四個月到三年六個月的徒刑：另有7人獲判無罪。
李薰山刑滿後與太太合開藥局，於2005年過世。成員林如堉則在獄中捲入台北監獄「工作同志联絡會」案遭判決處死。
此案沒有曝光的李蒼降稍後則因知名的基隆市工作委員會案被捕而處以死刑。稍晚加入此組織的蔡瑞欽也因台省工委會台南後堀基地案被捕遭到槍決。